# Too Low for Zero
| 전문가 평가   | 전문가 평가 |
| 평가 점수     | 평가 점수   |
| 출처          | 점수        |
| ------------- | ----------- |
| AllMusic      | [ 1 ]       |
| Rolling Stone | [ 2 ]       |

《Too Low for Zero》(《2 ↓ 4 0》으로 스타일 지정)는 1983년에 발매된 영국의 싱어송라이터 엘튼 존의 열일곱 번째 스튜디오 음반이다. 이 음반은 이전의 4개의 음반이 지속적인 국제적인 히트 싱글들을 만들어내지 못했고 1970년대 전반기에 발매된 그의 일련의 히트 음반들에 비해 실망스러운 판매량을 기록한 시기에서 벗어난 첫 음반이다. 미국 음반 산업 협회와 영국 축음기 협회의 플래티넘 인증을 받은 1980년대 최고의 판매 음반이다. 이 음반은 여러 곡의 히트곡을 만들어 냈고 각각 성공적인 MTV 뮤직 비디오와 함께 했으며, 1년 이상을 《빌보드》 음반 차트에서 장기간 머물렀다.

## 배경
1976년 《Blue Moves》 이후 처음으로 모든 가사는 버니 토핀에 의해 쓰여졌다. 토핀의 고집에 따라 존은 기본으로 돌아가기로 결심하고 다시 토핀과 풀타임으로 일하기로 했다. 존은 또한 70년대 초반의 그의 후원 밴드의 핵심인 디 머리, 나이절 올슨, 데이비 존스톤과 레이 쿠퍼, 키키 디, 스카일라 캉아(존의 자칭 음반과 《Tumbleweed Connection》에서 하프를 연주했다)와 재회했다.

## 제작
이 음반은 크리스 토머스가 프로듀서를 맡았으며 몬트세랫의 AIR 스튜디오(《Jump Up!》의 같은 스튜디오)와 할리우드의 선셋 사운드 레코더에서 녹음했다.
존이 피아노 외에 신시사이저를 연주한 것은 《A Single Man》 이후 처음으로 제임스 뉴턴 하워드가 밴드를 탈퇴한 이후였다. 존은 신시사이저가 피아노로 연주되는 그러한 작곡에 전적으로 만족하지 않았음에도 불구하고 더 나은 빠른 록 곡을 쓸 수 있게 해준다고 느꼈다.
이 음반은 약 2주 만에 작곡되고 녹음되었으며, 일주일 만에 오버더빙이 완성되었다.

## 곡 목록
작곡은 모두 특별한 언급이 없는 한 엘튼 존이 맡았고, 작사는 모두 버니 토핀이 맡았다.
| #  | 제목                                                              | 재생 시간 |
| -- | ----------------------------------------------------------------- | --------- |
| 1. | 〈Cold as Christmas (In the Middle of the Year)〉                 | 4:19      |
| 2. | 〈I'm Still Standing〉                                            | 3:02      |
| 3. | 〈Too Low for Zero〉                                              | 5:46      |
| 4. | 〈Religion〉                                                      | 4:05      |
| 5. | 〈I Guess That's Why They Call It the Blues (존, 데이비 존스톤)〉 | 4:41      |

| #  | 제목               | 재생 시간 |
| -- | ------------------ | --------- |
| 1. | 〈Crystal〉        | 5:05      |
| 2. | 〈Kiss the Bride〉 | 4:22      |
| 3. | 〈Whipping Boy〉   | 3:43      |
| 4. | 〈Saint〉          | 5:17      |
| 5. | 〈One More Arrow〉 | 3:34      |

## 인증
| 국가                       | 인증        | 판매량/출하량 |
| -------------------------- | ----------- | ------------- |
| 오스트레일리아 (ARIA)      | 5× 플래티넘 | 350,000^      |
| 캐나다 (뮤직 캐나다)       | 플래티넘    | 100,000^      |
| 프랑스 (SNEP)              | 골드        | 318,600       |
| 독일 (BVMI)                | 골드        | 250,000^      |
| Latvia (LaMPA)             | 플래티넘    | 8,000*        |
| 뉴질랜드 (RMNZ)            | 플래티넘    | 15,000^       |
| 영국 (BPI)                 | 플래티넘    | 300,000^      |
| 미국 (RIAA)                | 플래티넘    | 1,000,000^    |
| ^출하량을 기반으로 한 인증 |             |               |